# Tago-Gebirgszug
Der Tago-Gebirgszug (auch Mount Tago Range) ist ein Gebirge auf den Philippinen. Es befindet sich im nördlichen Zentrum der Insel Mindanao und umfasst Gebiete im Hochland der Provinz Bukidnon, nordöstlich der Mount Kitanglad Range.
Der Tago-Gebirgszug ist das Quellgebiet des Flusses Tagoloan und des größten Flusses auf der Insel Mindanao, des Pulangi. Der höchste Berg des Gebirges ist der Tago, dieser erreicht eine Höhe von ca. 2.093 Metern, nach anderen Quellen 2.112 Meter über dem Meeresspiegel. Weitere Berge in diesem Gebirge sind der Ananaso (1.824 Meter) und der Soldab (1.357 Meter).
Das Gebirge bedeckt ein geschlossener Regenwald, mit einem breiten Varieté an Flora und Fauna. Das Gebirge ist ein wichtiges Rückzugsgebiet des Affenadlers (Pithecophaga jefferyi). Die Stämme der Higaonon und Dumagat leben im Gebirge, beide betreiben keine Brandrodung, wodurch der Druck auf die Flora und Fauna im Regenwald geringer ist als in anderen Gebieten.